# Chalcionellus persicus
Chalcionellus persicus är en skalbaggsart som beskrevs av Tomas Lackner 2003. Chalcionellus persicus ingår i släktet Chalcionellus och familjen stumpbaggar. Inga underarter finns listade i Catalogue of Life.